# Francesca Dal Verme

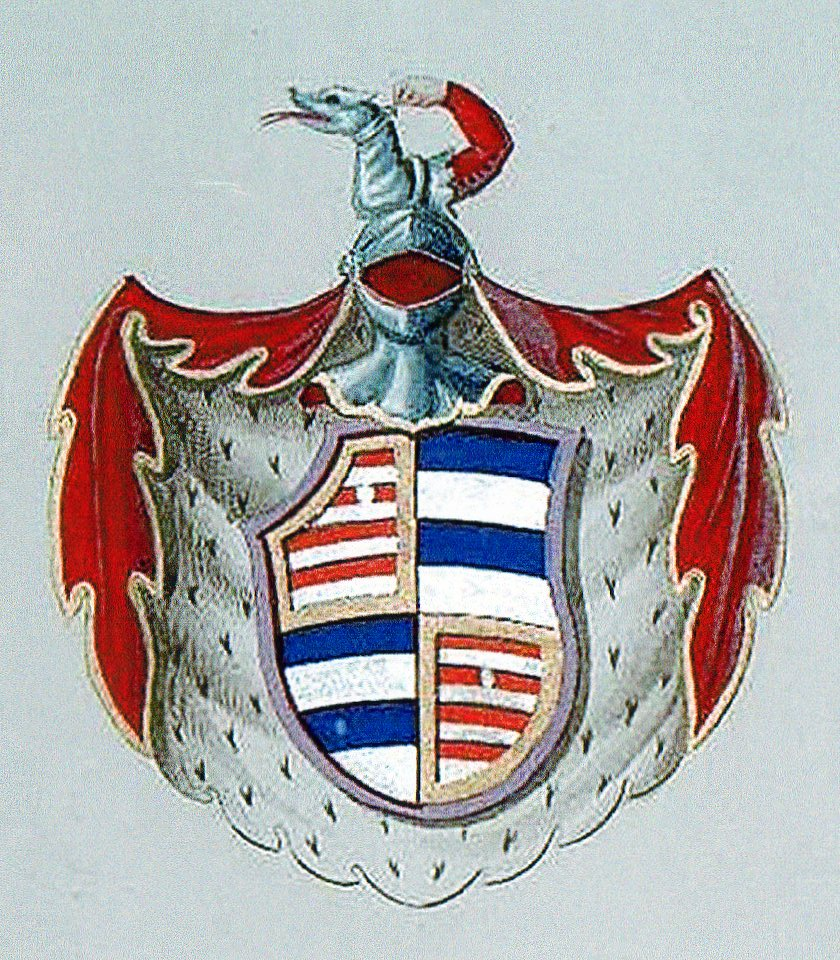
Stemma dei Dal Verme

Francesca Dal Verme (... – XVI secolo) è stata una nobildonna italiana.

## Biografia
Era figlia naturale del condottiero conte  Pietro II Dal Verme, avuta da una donna di bassa estrazione sociale.
È passata alla storia per essere stata l'avvelenatrice che portò alla morte Bianca Giovanna Sforza, figlia illegittima, poi legittimata, del duca di Milano  Ludovico il Moro e della sua amante Bernardina de Corradis. A Francesca quale erano stati confiscati nel vogherese i beni  per costituire la dote di Bianca Giovanna.